# Hilara mantispa
Hilara mantispa är en tvåvingeart som beskrevs av Frey 1955. Hilara mantispa ingår i släktet Hilara och familjen dansflugor. Inga underarter finns listade i Catalogue of Life.